# Twierdzenie papugi
Twierdzenie papugi (fr. Le Théorème du Perroquet) – poświęcona matematyce przygodowo-naukowa powieść autorstwa Denisa Guedja, wydana po raz pierwszy we wrześniu 1998 w Paryżu. Na polskim rynku publikacja pojawiła się w 2001 nakładem wydawnictwa Bertelsmann Media – Libros. Tłumaczenia dokonali Janina Błońska i Krzysztof Błoński. Na całym świecie Twierdzenie papugi doczekało się 15 przekładów. Książka stała się bestsellerem we Francji oraz wielu innych krajach.
Mająca sensacyjne wątki powieść ma za zadanie popularyzować matematykę. Książka swymi założeniami nawiązuje do Świata Zofii Josteina Gaardera.
Akcja toczy się przede wszystkim w Paryżu. Głównymi bohaterami są mieszkańcy Montmartru: poruszający się na wózku właściciel księgarni „Tysiąc i Jedna” – Pierre (πR) Ruche oraz jego gospodyni Pani Perrette Liard, jej syn Maks – jedenastoletni rezolutny chłopak, a także bliźniaki Jonatan i Lea. 
Fabuła utworu zaczyna się na paryskim pchlim targu. Maks ratuje tam tytułową papugę, której dwóch mężczyzn usiłuje założyć kaganiec. W tym samym czasie Pierre Ruche otrzymuje tajemniczą przesyłkę z dalekiej Brazylii. Okazuje się, że niewidziany przez księgarza od pół wieku znajomy – Elgar – przesyła mu skrzynie zawierające książki poświęcone matematyce. Pan Ruche, który nigdy nie darzył tej dziedziny nauki sympatią, postanawia książki sprzedać, czego ostatecznie nie czyni. W fabule utworu pojawienie się mówiącej papugi i książek z Ameryki Południowej staje się w wyniku kolejnych zdarzeń okazją do poznania historii matematyki. Następne rozdziały prowadzą nas przez życiorysy wielkich matematyków, takich jak: Pitagoras, Euklides, Euler. Bohaterowie poznają ciekawe zagadnienia związane z matematyką, np. liczby zaprzyjaźnione, a także odwiedzają miejsca w stolicy Francji powiązane z matematyką: piramidę na dziedzińcu Luwru, Instytut Arabski i Bibliotekę Narodową. 
Ara o imieniu Nofutur, skrywająca pewną tajemnicę oraz będąca jedyną istotą, która potrafi rozwiązać dawno zapomniane twierdzenia, a także listy dawnego przyjaciela Pana Ruche stają się początkiem niesamowitej przygody, okraszonej matematyczną wiedzą, która zaprowadzi bohaterów aż na Sycylię. 